# Zebracichlide
De zebracichlide (Amatitlania nigrofasciata) is een van de vissoorten van de Cichlidae-familie die inheems is in Midden-Amerika. Zebracichliden zijn zeer agressief tegenover andere vissen en zijn daarom geen populaire aquariumvissen. Ze hebben ook al een groot deel uitgemaakt bij talrijke studies over het vissengedrag.

## Voeding
In open meren en rivieren eten ze vooral schaaldieren, kleine vissen, insecten, diverse wormen, planten en als laatste algen. In gevangenschap hebben ze een gevarieerd dieet nodig. Diepvriesvoer, levend voer en droogvoer kunnen het beste worden afgewisseld. Een dieet op alleen droogvoer is ook mogelijk. Hun favoriete voer is bloedwormen. Men heeft in laboratoriumstudies aangetoond dat het maatschappelijk aanzien en de bijbehorende spanning de spijsverteringsfunctie kunnen uitvoeren.

## Taxonomie
De vissen werden oorspronkelijk in 1867 door Albert Günther beschreven na verzameling in Midden-Amerika door Frederick DuCane Godman en Osbert Salvin. Wetenschappelijke synoniemen zijn Cichlasoma nigrofasciatus, Cryptoheros nigrofasciatus en Heros nigrofasciatus.

## Etymologie
De gemeenschappelijke naam is voortgekomen uit de verticale zwarte strepen op het vissenlichaam en hun gelijkenis aan de gestreepte gevangenisuniformen van de Britten.

## Distributie
Zebracichliden zijn endemisch aan het meer en de rivieren van Midden-Amerika. De vis komt in het bijzonder langs de oostkust van Midden-Amerika voor, van Guatemala tot Costa Rica. De vissen verkiezen stromend water, en ze houden zich het vaakst op bij van rotsen of neerhangende takken. De vissen zijn vrij goed bestand tegen koude wateren en ze zijn sterk genoeg om in vulkanische meren bij hoogten van 1500 m te gedijen.

## Geografische varianten

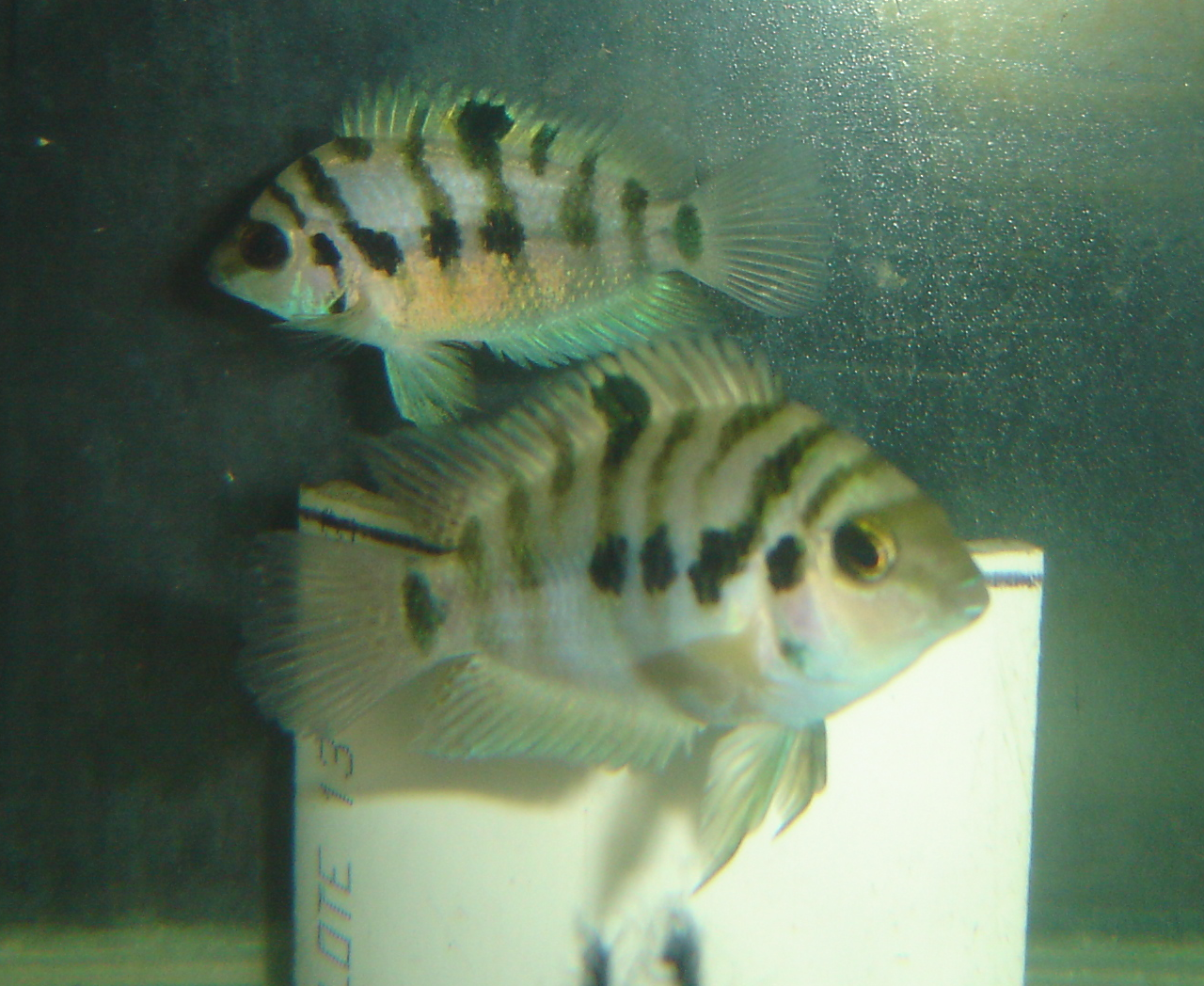
Een geografische variant

De significante kleurvariatie is bekend in Midden-Amerika. Sommige van deze regionale varianten kunnen verschillende eigenschappen hebben. Dat hebben de wetenschappelijke onderzoeken van de taxonomie bewezen.

## In het aquarium
Zebracichliden kunnen makkelijk in aquariums gekweekt worden. Ze leven samen met grote vissen zoals oscars, waartegen zij uiterst agressief kunnen zijn. Het aquarium kan het best worden verfraaid om het natuurlijke milieu na te bootsen en rotsen en kunstmatige holen voor het fokken zijn een must. Tijdens het fokken en het paren kunnen de zebracichliden het best alleen worden gehouden in geschikte aquaria. Men heeft voorgesteld dat de kroostzorg in aquariumspanningen wordt verminderd. De zebracichlide is een uitstekende vis voor beginners.